# Asemonea tanikawai
Asemonea tanikawai är en spindelart som beskrevs av Ikeda 1996. Asemonea tanikawai ingår i släktet Asemonea och familjen hoppspindlar. Inga underarter finns listade i Catalogue of Life.

## Bildgalleri

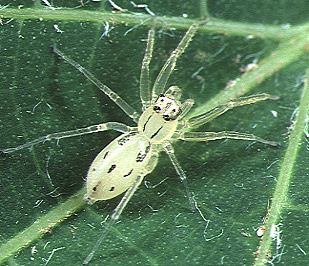